# Drillgärdsmyg
Drillgärdsmyg (Cyphorhinus thoracicus) är en fågel i familjen gärdsmygar inom ordningen tättingar.

## Utbredning och systematik
Drillgärdsmyg förekommer i tropiska och subtropiska Andernas östsluttning i sydöstra Peru (Huánuco till Puno). Den behandlas som monotypisk, det vill säga att den inte delas in i några underarter. Tidigare inkluderades visselgärdsmygen (Cyphorhinus dichrous) i arten, då under namnet kastanjebröstad gärdsmyg. De urskiljs dock som skilda arter, sedan 2016 av Birdlife International och naturvårdsunionen IUCN, sedan 2024 även av IOC.

## Status
IUCN kategoriserar arten som livskraftig.